# Sabeco
Supermercados Sabeco fue una empresa de distribución española, filial de Alcampo, a su vez perteneciente al grupo francés Auchan.
Aunque la marca Alcampo se usaba solamente en hipermercados, desde 2017 se empezó a utilizar en los supermercados del grupo con el objetivo de convertirse en la marca única, sustituyendo la marca Simply, perteneciente a Supermercados Sabeco.
Con fecha 1 de abril de 2021, Alcampo, S.A. absorbió a Supermercados Sabeco, S.A.U.

## Historia
Sabeco inició su andadura el 16 de abril de 1960 en la calle Delicias de Zaragoza, con un supermercado llamado SuperMax. Pocos años después, cambiaría su nombre por Super Sabeco y se integraría en el grupo francés Docks de France. Desde entonces, continuó abriendo supermercados e hipermercados por Aragón y llegó a estar presente además en Cantabria, Castilla-La Mancha, Castilla y León, Cataluña, Comunidad de Madrid, Comunidad Valenciana, La Rioja, Navarra y País Vasco.
En 1996, pasó a ser parte del grupo Auchan, ya presente en España a través de Alcampo.

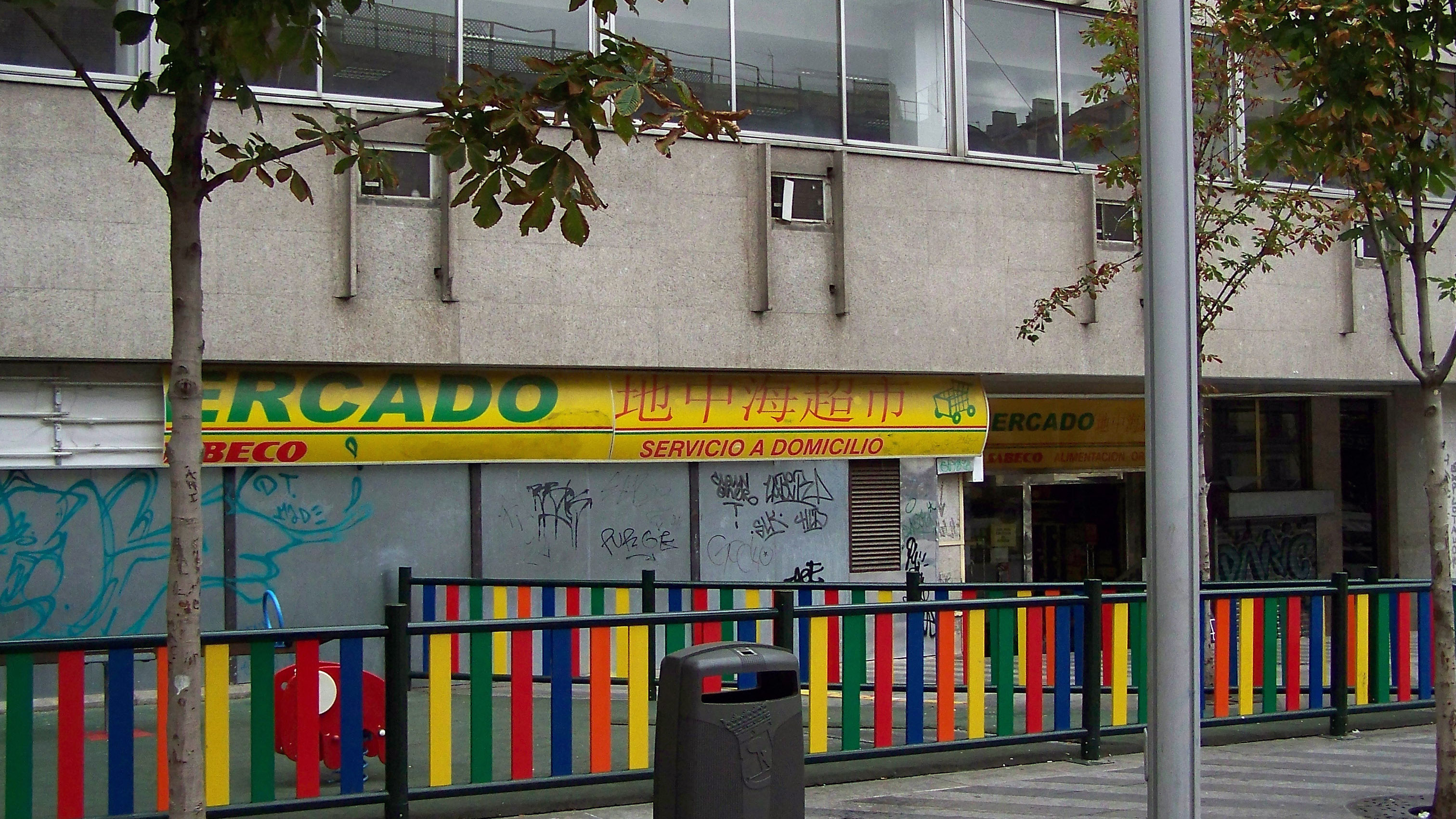
Establecimiento franquiciado del Grupo Sabeco.

En 2006, Auchan decidió aplicar en España el modelo de supermercado presente ya en Francia e Italia, Simply Market. El primer supermercado Sabeco transformado en Simply fue el de Bravo Murillo, en Madrid. No fue hasta junio de 2010 cuando finalizó la transformación de todos los centros Sabeco a alguna de las enseñas Simply.
En 2016, se constituyó Auchan Retail España para agrupar todos los centros (hipermercados Alcampo y supermercados Simply) del grupo en España.
En 2017, se empezaron a abrir supermercados bajo la enseña Alcampo, marca que hasta entonces solamente se utilizaba en hipermercados. Para ello, se renombraron tiendas que operaban hasta entonces bajo la marca Simply, o se abrieron directamente nuevos establecimientos con la marca Alcampo. Los supermercados bajo la enseña Alcampo podían adoptar dos denominaciones: Mi Alcampo (los más pequeños) o Alcampo supermercado (los medianos).
En 2020, Auchan Retail España fue absorbida por su propia filial, Alcampo, pasando esta a ser la matriz del grupo en España.
Con fecha 1 de abril de 2021, Alcampo, S.A. absorbió a Supermercados Sabeco, S.A.U.

## Tipos de establecimientos
- Simply Basic: Pequeño supermercado de proximidad, de entre 150 y 400 m². Se situaba principalmente en pequeñas poblaciones aunque también en las ciudades.

- Simply City: Supermercado urbano de proximidad, con una superficie aproximada: entre 400 y 700 m².

- Simply Market: Establecimientos entre 700 y 2500 m², con aparcamiento para clientes, desde supermercados urbanos de mayor tamaño que los City, hasta pequeños hipermercados periféricos en Centros Comerciales.

- HiperSimply: Grandes hipermercados de hasta 5.000 m². Todos ellos contaban con aparcamiento y en algunos casos con gasolinera y galería comercial.

- Simply Store: Tiendas de conveniencia. Solo en Zaragoza.